# Kurmanbek Bakijev
Kurmanbek Salijevitj Bakijev (kirgisisk: Курманбек Салиевич Бакиев) (født 1. august 1949 i Masadan, Kirgisistan) er en kirgisisk politiker, der siden 24. marts 2005 har været landets præsident. Bakijev kom til magten efter at Askar Akajev blev afsat som følge af tulipanrevolutionen. Han blev genvalgt 23. juli 2009 for en periode af fem år. Han blev efterfulgt som præsident Roza Otunbajeva.
Bakijev blev uddannet elektroingeniør ved universitetet i Kujbysjev (nuværende Samara) i 1972. Han arbejdede senere som ingeniør, overingeniør og fabriksdirektør. Politisk begyndte han som guvernør i oblasten Tjüj fra april 1997 til december 2000, hvor han blev udnævnt til premierminister. Han forlod posten 21. december 2000 i protest mod en ulykke, hvor politiets adfærd i forbindelse med en demonstration i Aksy kostede tre menneskeliv. Han var parlamentsmedlem fra 2003 til 2005 og opnåede ikke genvalg i 2005, men forblev en af de vigtigste oppositionsledere.
Efter store demonstrationer mod regeringen blev præsident Akajev tvunget til at gå af, hvorefter Bakijev blev fungerende præsident fra 24. marts. Han valgtes 10. juni og havde i mellemtiden allieret sig med en anden af landets fremstående oppositionsledere, Feliks Kulov. 10. juli 2005 blev Bakijev valgt ved et almindeligt præsidentvalg med 88 procent af stemmerne. Han var desuden premierminister fra 2. marts til 15. august 2005. 
I 2006 og igen i april 2007 var der store demonstrationer mod Bakijev, der af oppositionen blev anklaget for at have svigtet sine valgløfter om øget indflydelse til parlamentet og mindre korruption. Bakijev underskrev 10. april under på en forfatningsændring, der overfører visse beføjelser fra præsident til parlamentet.
1. ↑  Navnet er anført på engelsk og stammer fra Wikidata hvor navnet endnu ikke findes på dansk.
2. ↑  Navnet er anført på svensk og stammer fra Wikidata hvor navnet endnu ikke findes på dansk.
3. ↑  Navnet er anført på engelsk og stammer fra Wikidata hvor navnet endnu ikke findes på dansk.
4. ↑  Navnet er anført på engelsk og stammer fra Wikidata hvor navnet endnu ikke findes på dansk.
5. ↑  Navnet er anført på engelsk og stammer fra Wikidata hvor navnet endnu ikke findes på dansk.